# Wasserschloss Untersiemau

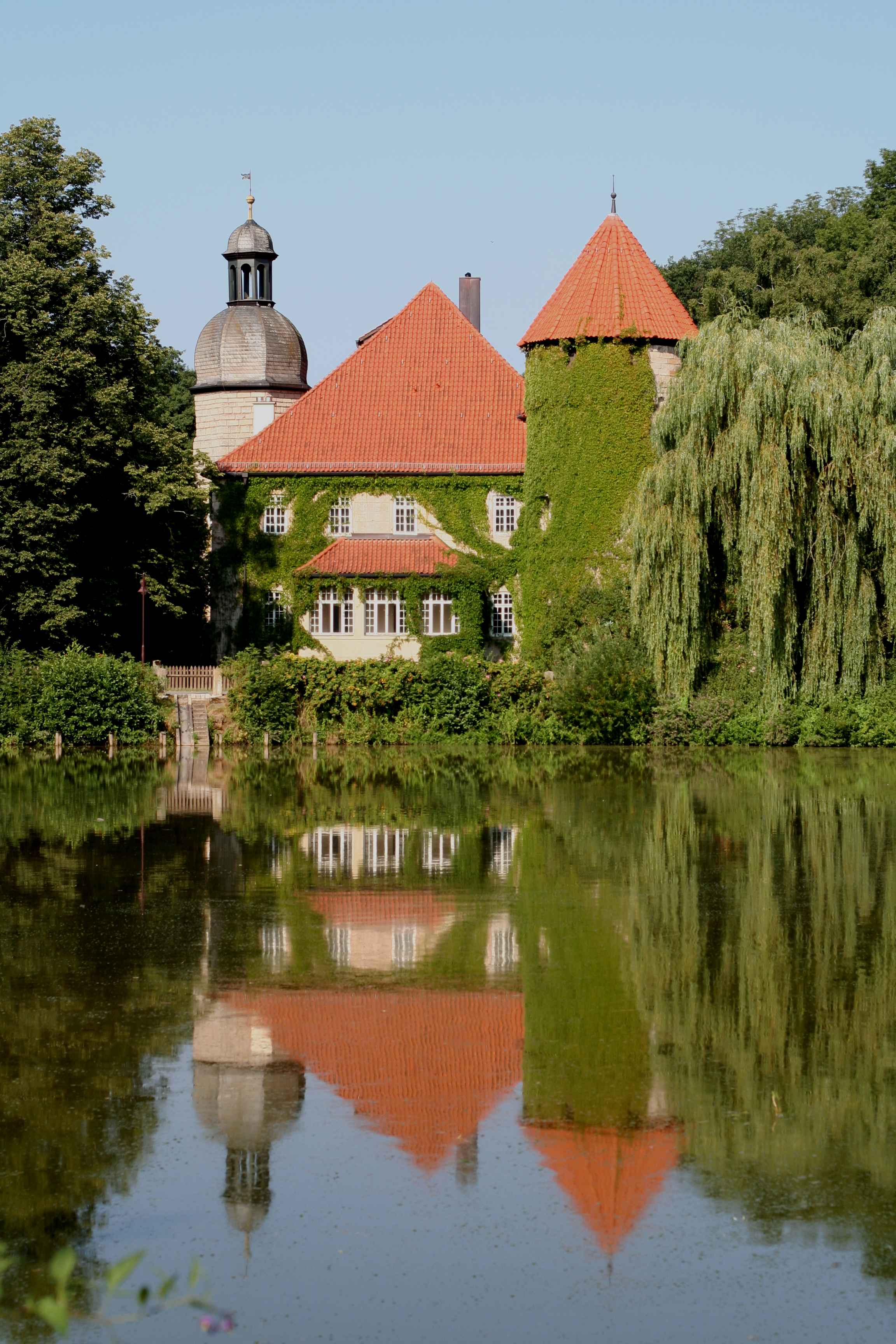
Wasserschloss Untersiemau – Ostansicht

Das Wasserschloss Untersiemau steht in einem Park am südlichen Rand der oberfränkischen Gemeinde Untersiemau im Landkreis Coburg. Die ältesten Teile des auch als Unteres Schloss bezeichneten Bauwerks stammen aus dem 13. Jahrhundert. Das Schloss wurde im Laufe der folgenden Jahrhunderte mehrfach aus- und umgebaut.

## Geografische Lage
Acht Kilometer südlich von Coburg, unweit oberhalb der Einmündung des Siemauer Mühlbachs in die Itz, liegt zwischen Mühlgasse und Leopoldstraße der vom Mühlbach durchflossene, sechs Hektar große Park des Untersiemauer Schlosses auf etwa 300 Meter Höhe. Östlich schließt sich der Schlossteich und danach der Lichtenfelser Forst an.

## Geschichte

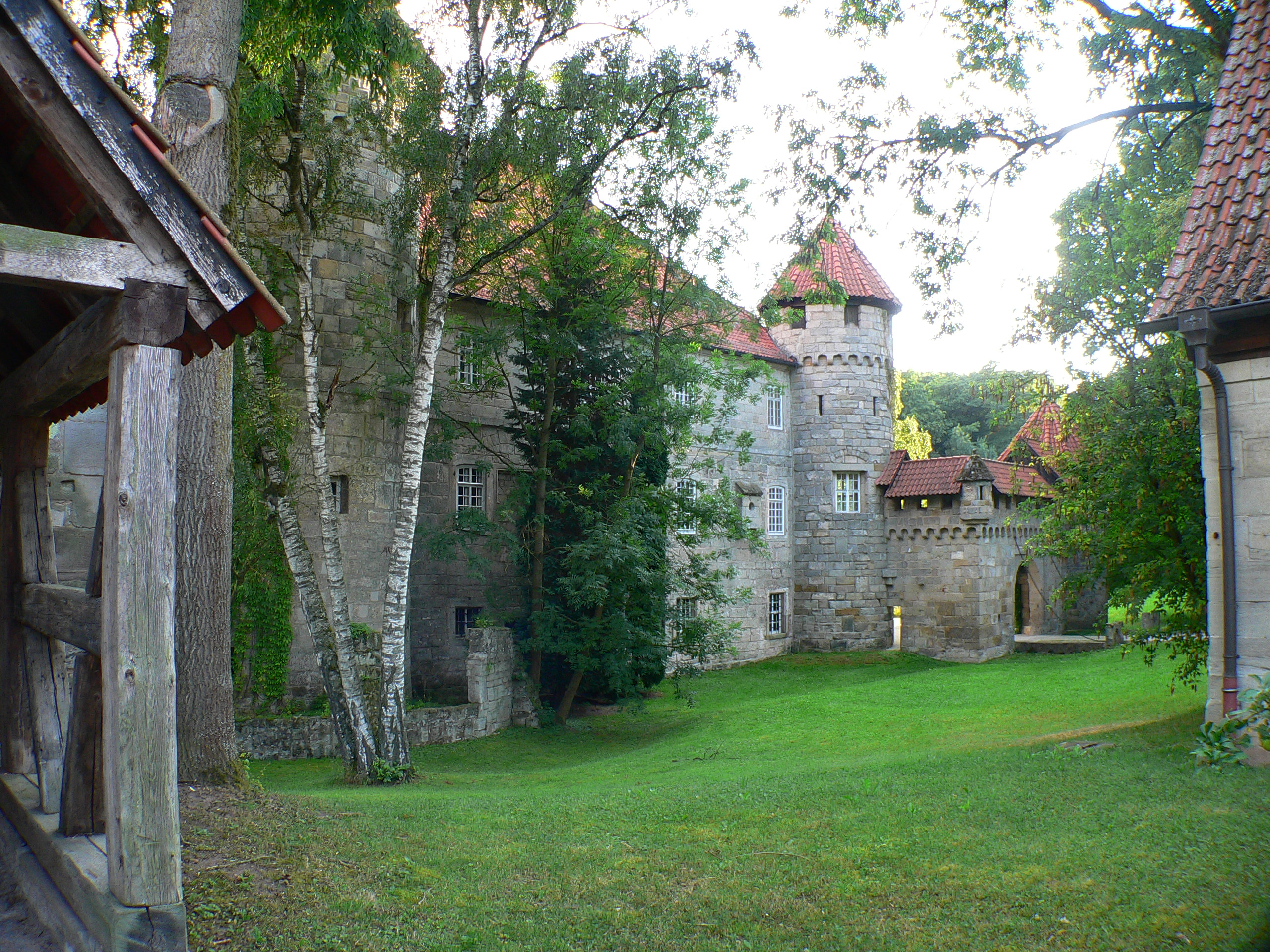
Schloss Untersiemau Ostseite

Sicher ist, dass Untersiemau auf die karolingische Domäne Suomene zurückgeht, die sich im 12. Jahrhundert (wahrscheinlich schon früher) im Eigenbesitz (Allod) der Ritter von Suemen befand, die auf ihrem alten Sitz im Oberen Schloss wohnten. In einer Urkunde aus dem Jahr 1195 wird als Besitzer der Ritter Thiemo de Suemen genannt.
Anfang des 13. Jahrhunderts begann Thiemo mit dem Bau eines Wasserschlosses etwa 300 Meter südlich unterhalb des Oberen Schlosses. Die nächste urkundliche Erwähnung 1499 ist ein aus Geldnot geschlossener Erbpachtvertrag zwischen den Schenken Valentin und Lorenz zu Siemau und den Grafen von Henneberg. 1635 fiel der letzte Siemauer Ritter Georg Friedrich in der Schlacht von Überlingen, sodass der Lehensverwalter Herzog Ernst I. von Coburg die Besitzungen einziehen konnte. Nur zwei Jahre später erwarb Hans Adam von Könitz (1591–1648) Schloss und Park. Die Familie ließ zunächst die durch den Dreißigjährigen Krieg in Mitleidenschaft gezogenen Anlagen renovieren und erweitern und 150 Jahre später die gesamte Innenausstattung im Stil der Zeit erneuern.
1866 starb mit Friedrich Adolf Hermann von Könitz der letzte Herr auf Untersiemau. Das Schloss verfiel zusehends, bis schließlich der Verleger Hermann Louis von Schroedel-Siemau 1911 das Anwesen erwarb und bis 1920 eine Rekonstruktion von Bodo Ebhardt, dem Restaurator der Veste Coburg, durchführen ließ.
Das Schloss befand sich bis 1997 im Besitz der Familie von Schroedel-Siemau. Die neuen Eigentümer ließen ab 1999 das Gebäude grundlegend sanieren.

## Beschreibung

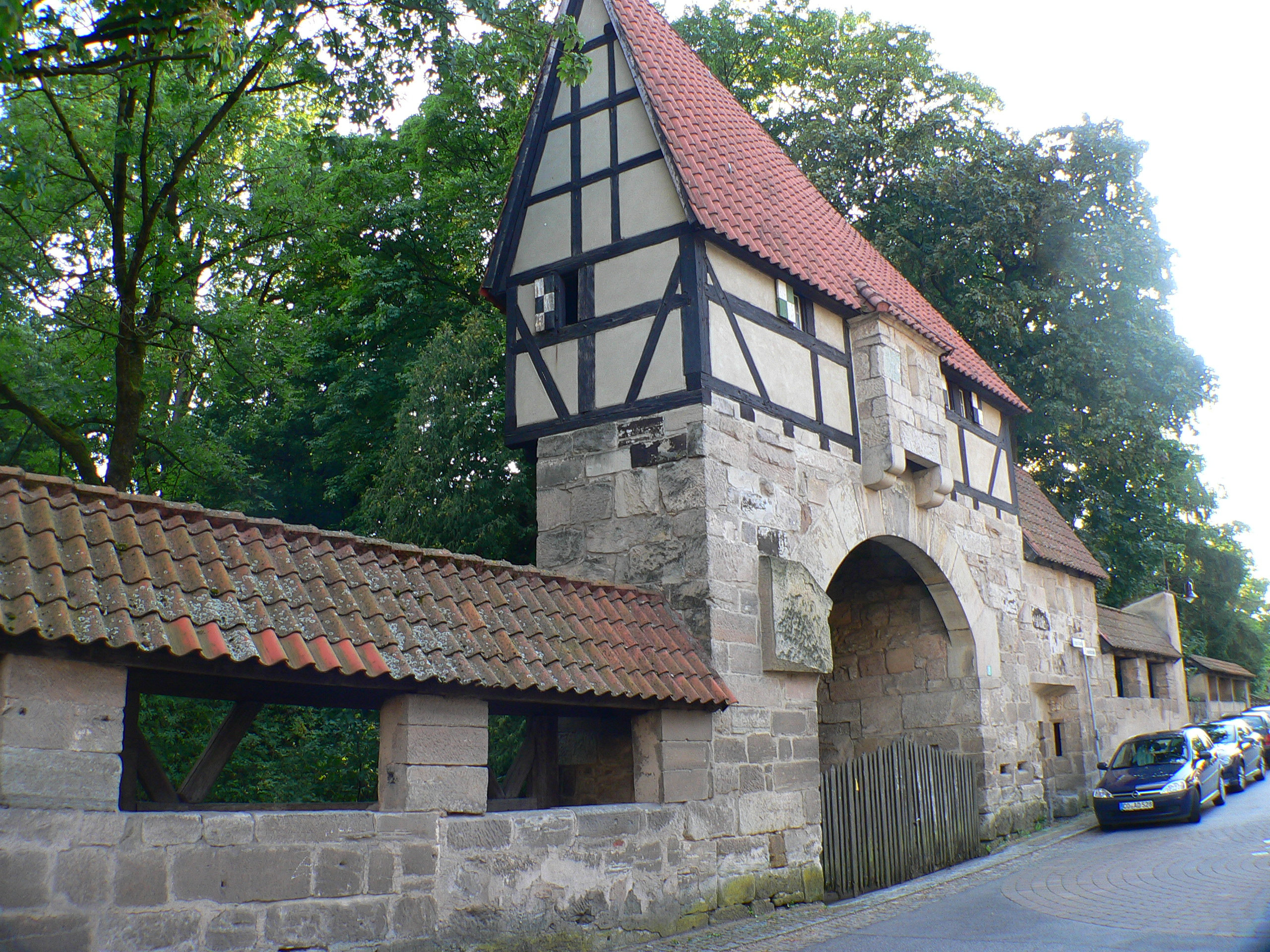
Schloss Untersiemau Haupteingang

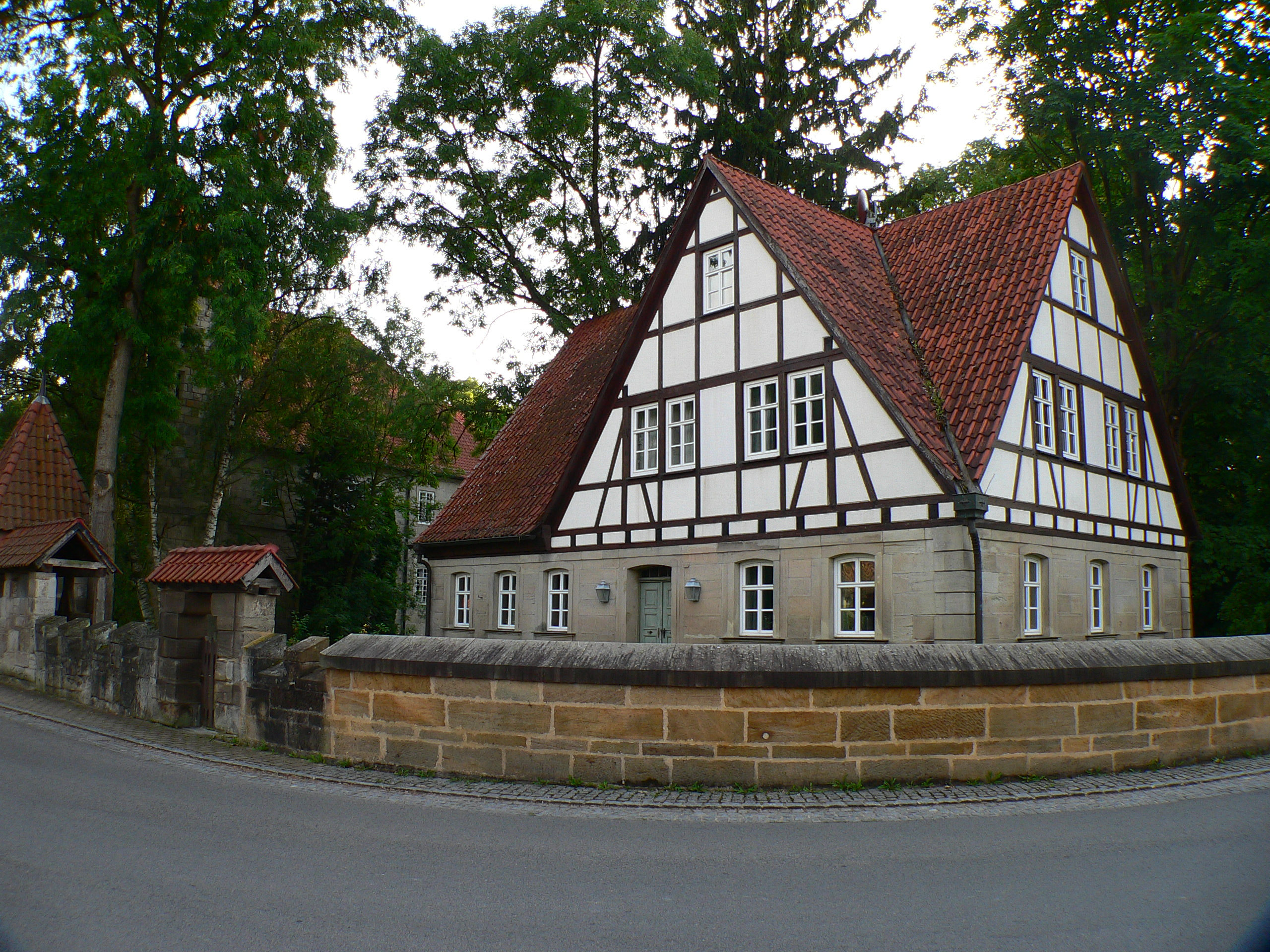
Schloss Untersiemau Gärtnerhaus

Das ehemalige Wasserschloss mit seinem nahezu quadratischen Grundriss von etwa 70 auf 60 Metern Seitenlänge ist auf 190 cm starken Außengrund- und Erdgeschossmauern errichtet und besteht aus insgesamt fünf Stockwerken. An den nördlichen Gebäudeecken erheben sich zwei runde Türme, die mit ihren Kegeldächern das Walmdach des Hauptgebäudes leicht überragen und so dem Anwesen einen wehrhaften Charakter verleihen.
In der Mitte der südlichen Längsseite des Schlosses befindet sich der über zwei geschwungene Treppen erreichbare Haupteingang, der durch einen sechseckigen Treppenhausturm in alle Stockwerke führt. Diesen Turm krönt ein ebenfalls sechseckiges Kuppeldach mit einem Aussichtsaufsatz (Glocke). Die Ostfassade mit seinen fünf Fensterachsen ist im Erdgeschoss durch einen dreiachsigen Vorbau erweitert.
Die ursprünglich mittelalterliche Schlossanlage erhielt 1911 durch die Umbauten Bodo Ebhards im Stile des Historismus ein völlig verändertes Erscheinungsbild. So wurde der Eingang verlegt und im Erdgeschoss ein falsches Gewölbe aus Holz eingebaut. Verschiedene Türme, romantische Wehrgänge und neu gebaute Ruinenteile sollten den Eindruck eines sehr alten Märchenschlosses erwecken. Im ersten Obergeschoss entstand 1920 ein ovaler Spiegelsaal mit acht ionischen Säulen und ausgemalter Flachkuppel. Der Saal ist mit dem 1791 für Königin Friederike Luise im Berliner Stadtschloss von Carl Gotthard Langhans erschaffenen Pfeilersaal in seiner Anlage und Ausstattung weitgehend identisch. Ob Langhans tatsächlich den Entwurf für den Untersiemauer Spiegelsaal fertigte, ist nicht nachzuweisen. Der Spiegelsaal blieb bei den von 1999 bis 2003 erfolgten Sanierungen erhalten.